# 波普拉格羅夫 (伊利諾伊州羅克艾蘭縣)
波普拉格羅夫（英語：Osborn）是位於美國伊利諾伊州羅克艾蘭縣的一個非建制地區。該地的面積和人口皆未知。

## 地理
波普拉格羅夫的座標為41°27′28″N 90°27′23″W / 41.45778°N 90.45639°W，而該地的平均海拔高度為171米（即561英尺）。